# Addaï Scher
Ibrahim Addaï Scher (ou Scheir) est un ecclésiastique, archevêque de Siirt (ou Séert) et orientaliste, né le 3 mars 1867 à Shaqlawa (à 50 km au nord-est d'Erbil, alors dans l'Empire ottoman, aujourd'hui dans le Kurdistan irakien), tué le 15, 17 ou 21 juin 1915 à Tanzé, village près de Siirt.

## Biographie
Ibrahim Addaï Scher est le fils d'un prêtre de l'Église catholique chaldéenne. En 1880, il entra au séminaire Saint-Jean de Mossoul (fondé en 1878 par l'ordre des Dominicains). Il fut ordonné prêtre le 13 août 1889 et fut affecté dans son village natal, où il enseigna dans l'école de l'Église. Après avoir un temps servi auprès de l'archevêque de Kirkouk, il fut lui-même nommé archevêque de Siirt (ou Séert) le 15 août 1902 (consacré le 30 novembre suivant). Il prenait la succession sur ce siège, après deux ans de vacance, de celui qui venait d'être promu patriarche Joseph VI Emmanuel II Thomas.
En 1908, il effectua un long voyage : à Constantinople, où il fut reçu par le sultan Abdülhamid II ; à Rome, où il rencontra le pape Pie X ; à Paris, où il put faire valoir ses travaux d'orientaliste et faire des publications.
En 1915, il fut une des nombreuses victimes des crimes de masse commis en Anatolie orientale par les autorités ottomanes. Il tenta d'abord de protéger sa communauté en achetant le gouverneur local avec de l'or. Finalement, au début du mois de juin, il dut fuir Siirt et trouva refuge chez un chef de tribu kurde, Osman, agha de Tanzé, qui le cacha. Mais les gendarmes lancés à ses trousses investirent la maison de l'agha, menacèrent de massacrer sa famille et ses serviteurs, et brûlèrent sa maison, si bien que le dignitaire kurde dut fuir avec les siens. Extirpé de sa cachette, l'archevêque fut brutalisé et finalement tué à quelque distance du village. Selon un témoin, son cadavre fut décapité et sa tête envoyée au gouverneur. Quant au monastère Saint-Jacques, siège des archevêques, près de Siirt, il fut pillé et détruit, y compris sa précieuse bibliothèque de manuscrits dont Addaï Scher avait publié un catalogue en 1905. Seuls dix-neuf manuscrits, offerts antérieurement à la Bibliothèque nationale de France, ont été sauvés.
Les principaux textes syriaques publiés par les soins d'Addaï Scher sont : Cause de la fondation des écoles, de Barhadbshabba 'Arbaya (en 1908), le Livre des scholies de Théodore Bar Koni (en 1910), et le volume Traités d'Išaï le docteur et de Ḥnana d'Adiabène sur les martyrs, le Vendredi d'or et les rogations, suivis de la Confession de foi à réciter par les évêques avant l'ordination (en 1911). En arabe, il est l'éditeur de la Chronique de Séert (1908-1919) et d'un dictionnaire des mots persans empruntés par l'arabe intitulé Kitāb al-alfāẓ al-Fārisīya al-mu'arrabah (en 1908). Il est aussi l'auteur d'une Histoire de la Chaldée et de l'Assyrie, en arabe, en deux volumes (Beyrouth, 1912-1913), de catalogues des bibliothèques chaldéennes de Siirt (1905), Mossoul (1907) et Mardin (1908), et de notices biographiques sur des auteurs syriaques.